# Інсоляційне вивітрювання
Інсоляційне вивітрювання (від лат. «солюм» — сонце) — процес руйнування гірських порід в результаті їх розтріскування при різких коливаннях температур, особливо від нагрівання сонцем. Інсоляційне вивітрювання гірських порід характерне для районів з різкоконтинентальним кліматом. Зокрема, спостерігається у Північній півкулі — внутрішніх областях Північної Америки і Євразії, Східна і Центральна Сибір.
Інсоляційне вивітрювання — різновид фізичного вивітрювання і відбувається не тільки на Землі. Сонячна інсоляція, сонячний вітер разом з ударами метеоритів є причинами руйнування гірських порід і утворення реголіту на планетах Сонячної системи.